# Mundial de fútbol (videojuego)
Mundial de fútbol es un videojuego de fútbol desarrollado por Opera Soft en 1990. Fue lanzado para sistemas Sinclair Spectrum, Amstrad CPC, Amstrad PCW, MSX y PC con posterioridad a la celebración del mundial de fútbol de 1990 debido a problemas internos en la empresa.
El juego permite participar en la Copa del Mundo de la FIFA de Italia 90, jugar un premundial (partido amistoso con las dos selecciones que elijamos), entrenamiento y modo demo.
La simulación se desarrolla en una perspectiva cenital con las porterías en la parte superior e inferior del campo (a las que se llega mediante un brusco scroll).